# Concordia canonum
Die Concordia canonum ist eine Kanones-Sammlung, die im sechsten Jahrhundert vermutlich in Italien entstand. Der ansonsten unbekannte Verfasser der Sammlung nennt sich Cresconius exiguus, Letzteres wohl in Nachahmung des Dionysus Exiguus, dessen Sammlung (die Dionysiana) er intensiv benutzte.
Die Forschung unterscheidet zwei Fassungen; für die erste ist teilweise umstritten, ob sie in Italien oder doch in Nordafrika im sechsten oder doch im siebten Jahrhundert entstanden ist; für die zweite Fassung gilt eine italienische Herkunft als sicher. Die relativ große Sammlung ist systematisch geordnet, was im Vorwort mit der Notwendigkeit der Harmonisierung der widersprüchlichen Kanones begründet wird. Im Vorwort streift Cresconius auch die Frage, ob die kirchlichen Vorschriften streng oder milde angewandt werden sollen.  Außer der Dionysiana hat Cresconius die Breviatio canonum des Fulgentius Ferrandus als Vorlage genutzt; im Vorwort hebt er die Schwächen dieser Sammlung hervor. Die überarbeitete Fassung entstand noch im siebten Jahrhundert in Norditalien, möglicherweise im Zusammenhang mit dem Drei-Kapitel-Streit.
Die Sammlung fand im frühen und hohen Mittelalter Verbreitung in Lateineuropa und wurde wohl aufgrund ihrer Systematik von Kompilatoren anderer Sammlungen geschätzt. Die Anselmo dedicata und die Summe Antiquitate et tempore erwähnen Cresconius jeweils namentlich, was für Kompilatoren vorgratianischer Sammlungen sonst sehr selten ist.

## Edition
- Klaus Zechiel-Eckes: Die concordia canonum des Cresconius. Studien und Edition, Bd. 2 (= Freiburger Beiträge zur mittelalterlichen Geschichte. Band 5). Lang, Frankfurt 1992, ISBN 3-631-44932-1.

## Übersetzung des Vorworts
- Robert Somerville, Bruce Clark Brasington: Prefaces to Canon Law Books in Latin Christianity: Selected Translations, 500–1317 . 2. Auflage. Catholic University of America Press, Washington 2020, S. 43–45.